# Cosificación sexual

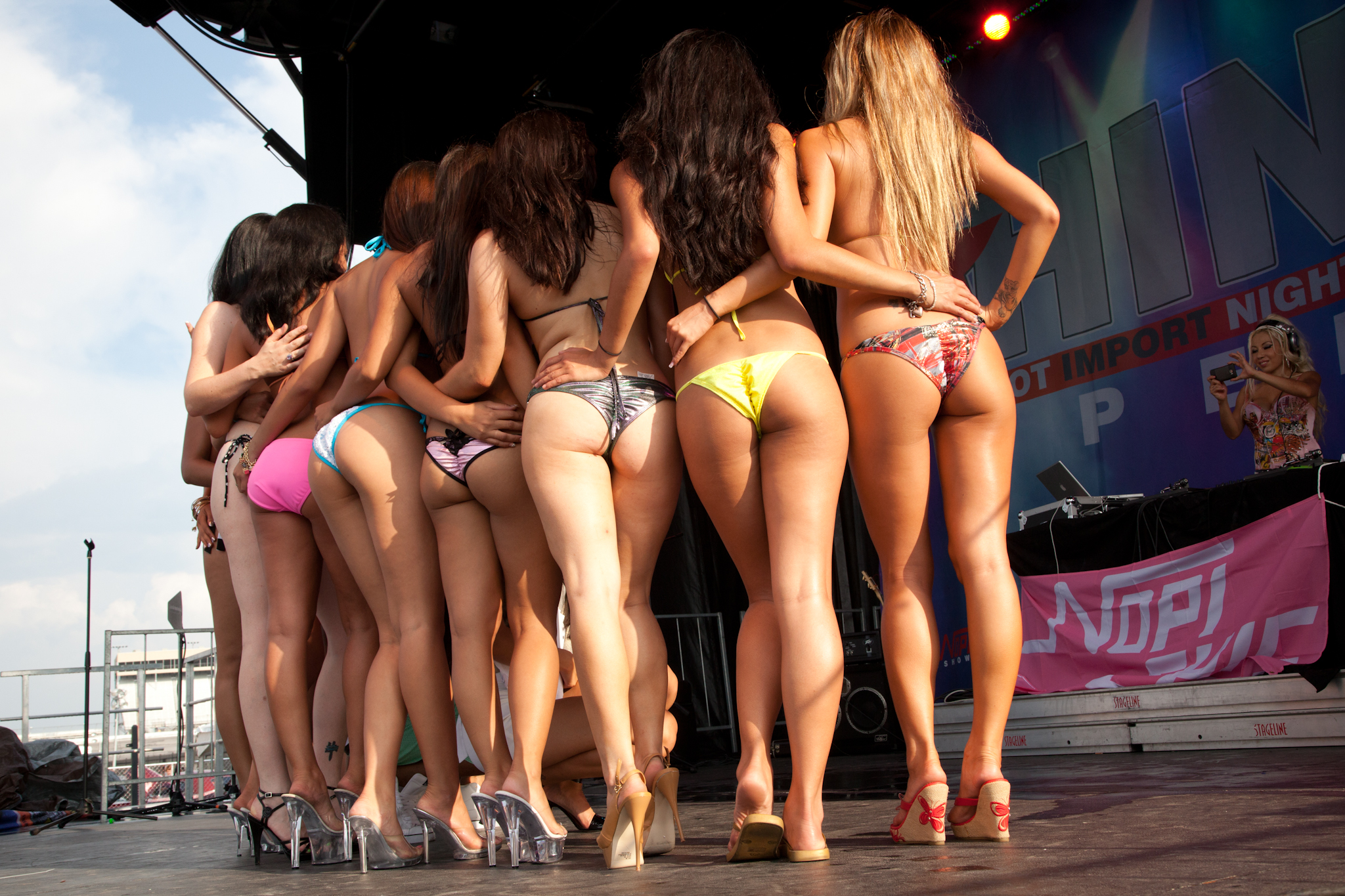
Las mujeres en un concurso de bikini son valoradas por su cuerpo y atractivo sexual sobre otros atributos.

La cosificación sexual ocurre cuando se ve a una persona solo como un objeto sexual; sucede cuando se separan los atributos sexuales y la belleza física del resto de la personalidad y existencia como individuo, y se reducen los atributos a instrumentos de placer por otra persona. El concepto de cosificación sexual y, en particular, la cosificación de las mujeres, es una idea importante en la teoría feminista y las teorías psicológicas derivadas del feminismo. Estas consideran que la cosificación sexual es censurable y que juega un papel importante en la desigualdad entre los géneros.
Sin embargo, algunos hombres arguyen que el aumento en la libertad sexual de mujeres y hombres gay ha conducido a un aumento de la cosificación de los hombres.

## Cosificación femenina
Algunas feministas afirman que la cosificación de las mujeres supone ignorar las capacidades intelectuales y la reducción de las mujeres a instrumentos de placer sexual para los hombres. Ejemplos de fenómenos vistos por las feministas como cosificación de las mujeres incluyen las representaciones de mujeres en publicidades y medios de comunicación, imágenes de mujeres en pornografía, y la realización de ciertas cirugía plástica, especialmente los implantes de mamas.
Por muchos años, las feministas creen que las mujeres han sido valoradas casi exclusivamente por sus atributos físicos. Algunas feministas y psicólogas arguyen que tal cosificación sexual puede dar lugar a efectos psicológicos negativos tales como la depresión y la desesperanza, y puede inducir en las mujeres imágenes negativas de sí mismas debido a la creencia de que su inteligencia y competencia no son reconocidas. El grado preciso al que la cosificación ha afectado a las mujeres y a la sociedad en general es un tema de debate. Tales afirmaciones incluyen: la comprensión de las chicas de la importancia de la apariencia en la sociedad puede contribuir a sentimientos de miedo, vergüenza y asco que algunas experimentan durante la transición de la niñez a la juventud porque sienten que se están convirtiendo en más visibles a la sociedad como objetos sexuales; y que las mujeres jóvenes son especialmente susceptibles a la cosificación, porque a menudo son enseñadas que se puede poder, respeto y riqueza pueden derivar de la apariencia externa.

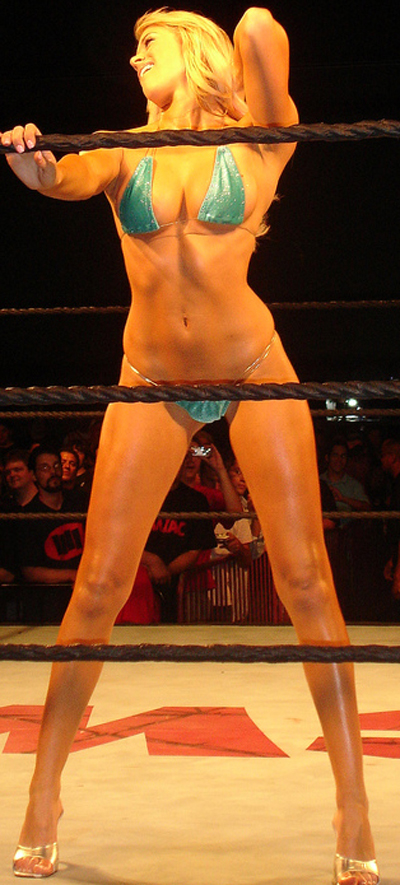
La promoción de lucha libre profesional WWE se destacó por los roles a los que sometió a varias mujeres a lo largo de casi 20 años, con la intención de atraer público masculino.

Críticos culturales pro-feministas como Robert Jensen y Sut Jhally acusaron a los medios de comunicación y empresas de publicidad de promover la cosificación de mujeres para fomentar bienes y servicios. 
En tal sentido, publicidades en las que las mujeres aparecen realizando tareas del hogar, limpiando el baño, cocinando, y el hombre aparece como el que aporta el dinero a la familia, no hacen otra cosa que incrementar este sentido machista de la sociedad y de la televisión.
Este consumo de pornografía y prostitución se debe a dos razones: la falta de relaciones sexuales y la necesidad de los hombres por tener sexo rápido. La obsesión por la figura de la mujer también se explica por estas razones.

## Autocosificación sexual
La «autocosificación sexual» es la valoración autocrítica que realiza una mujer a sí misma desde la perspectiva cosificadora propia del sexismo, tan difundida y normalizada por medio de la televisión, la publicidad, el cine, la pornografía y la prostitución; y que hace ver a la persona femenina como un mero objeto de satisfacción sexual para el hombre.
Una mujer se autocosifica cuando prescinde de cualquier valor propio intelectual o psicológico dando única cabida a su apariencia y a su físico como modelo de identificación con su propia persona.
«La autocosificación se da cuando la mirada cosificadora se vuelve hacia una misma, de manera que las mujeres pasan a verse a sí mismas desde la perspectiva de un observador y ejercen una monitorización de sí mismas de forma crónica».  Rachel M Caloguero, Doctora en Psicología
«La auto-cosificación es adoptar la perspectiva de observarse externamente y considerarse como una cosa, un cuerpo al que las demás personas miran y evalúan, tiene numerosas consecuencias negativas para la salud física y psíquica de las mujeres. En un estudio reciente de nuestro laboratorio hemos analizado la relación entre la auto-cosificación de las mujeres, por un lado, y sus evaluaciones y reacciones ante un piropo (una situación de cosificación), por otro. Los resultados muestran un nuevo efecto pernicioso de la auto-cosificación, hasta ahora inexplorado: la mayor tolerancia ante situaciones cosificadoras como los piropos».
Alba Moya-Garófano (Dept. de Psicología Social, Universidad de Granada, España)

## Cosificación masculina

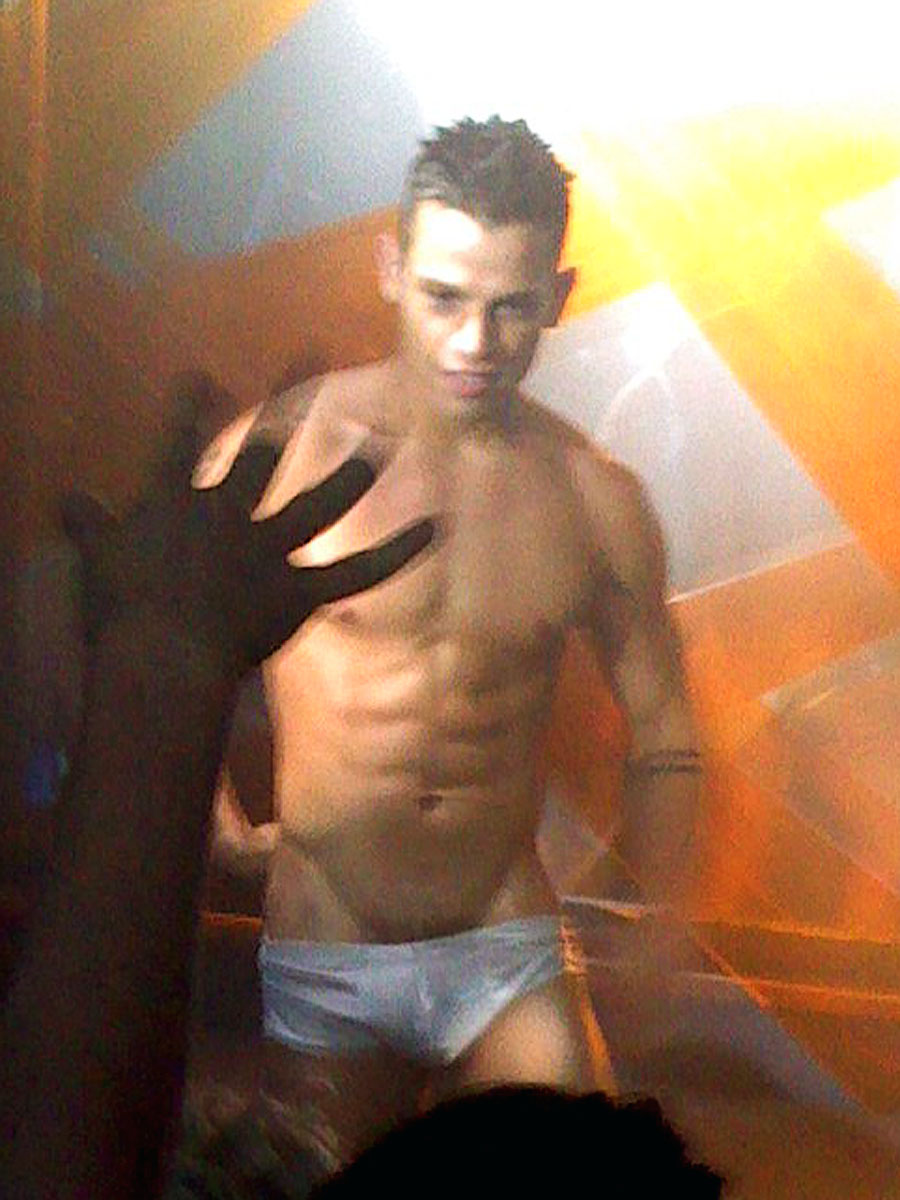
Al igual manera que las mujeres, pero en menor medida, los hombres también suelen ser cosificados como parte de publicidad.

Las escritoras feministas Christina Hoff Sommers y Naomi Wolf escriben que la liberación sexual de las mujeres ha causado que muchas mujeres vean a los hombres como objetos sexuales. Investigaciones realizadas han sugerido que los efectos psicológicos de la cosificación en los hombres son parecidos a los de en las mujeres, conduciendo a una autoestima negativa en los hombres, además de miedos de realizar una actividad sexual poco atractiva, que conduce al consumo de fármacos como la viagra.
Instancias donde se presentan los hombres como objetos sexuales incluyen películas y programas de televisión, calendarios de beefcakes y revistas dirigidas a públicos femeninos u homosexuales o el consumo de pornografía. En la comunidad gay es común la cosificacion sexual entre hombres. Siendo revelado que uno de los mayores obstáculos de la comunidad es la misma cosificación, puesto que varios hombres son forzados a seguir ciertos roles dependiendo de su color de piel o forma corporal.

### En los medios
Los hombres se han visto más objetivizados que nunca. Se conoce como «Hunkvertising», a la publicidad que utiliza hombres como 'objetos sexuales'. Debido a que muchas veces la atención de la sociedad está sobre la objetivación femenina, la masculina no es tan común a pesar de que ha aumentado en los últimos años, los hombres aún son vistos como figuras dominantes y por lo tanto, el enfoque sigue siendo principalmente en las mujeres. La objetivación sexual masculina se ha encontrado en el 37% de la publicidad, estos anuncios muestran cuerpos masculinos para exhibir productos. Estos anuncios son una forma de objetivación sexual, similar a los problemas de la objetivación femenina, es común que dicha objetivación lleve a los hombres a la vergüenza corporal, trastornos alimenticios y un impulso hacia la perfección. La exposición continua de «hombres ideales» somete a la sociedad a esperar que todos los hombres encajen en ese papel. Los actores que aparecen en programas de televisión y películas a menudo están en forma y tienen cuerpos «ideales». Estos hombres a menudo ocupan los papeles principales, mientras que el hombre que «no esta en forma» suele tener el rol cómico. Las normas de género que «existen» por razones culturales y geográficas u otros aspectos de identidad, a menudo erróneamente se consideran como inherentes o naturales al hombre. En los medios, el hombre 'ideal' es aquel que es fuerte y tonificado, contrastando con la idea de la mujer 'ideal' que es todo lo contrario. Por su parte, los hombres que no tienen características consideradas como 'masculinas ideales' (como cuerpo fuerte y tonificado) sufren de cosificación negativa, discriminación, rechazo e incluso se pone en entredicho su orientación sexual.  
El acoso en hombres a menudo es con señales no verbales y al contrario, las mujeres con mayor frecuencia están sujetas a comentarios sexuales. Los hombres suelen ser acosados comúnmente por otros hombres al igual que las mujeres. La ISOS es una escala que muestra la objetivación sexual de los encuestados, tanto hombres como mujeres. La objetivación sexual crea la necesidad de criticar constantemente nuestra apariencia física que puede llevar a padecer trastornos alimenticios, vergüenza corporal y ansiedad. La escala ISOS puede relacionarse con la teoría de la objetivación y el sexismo. La auto objetivación, que es la forma en que nos idealizamos a nosotros mismos, viéndose concentrada mayormente en mujeres. Los hombres suelen experimentarlo a través de. los medios. La diferencia radica en que generalmente los varones no experimentan efectos negativos en la medida en que las mujeres lo hacen.